# 郭卜
郭卜（越南语：／）是越南李朝时期的一位将领。
郭卜的早年生平不详，唯知他是范秉彛的部将。1209年，范秉彛受到另一名将军范猷的诬告，被李高宗关押在皇城内的水院，准备施加刑罚。郭卜得知后，领兵鼓噪而入，在大成门被看门人阻拦，便破门而入。
范猷兄弟杀死范秉彛，与李高宗一起逃亡到归化江（洮江，在今越南富寿省三农县北），皇太子李旵（即后来的李惠宗）逃亡海邑（今兴仁县）。郭卜占领京城之后，拥立皇次子李忱为帝。李旵在海邑娶陈李之女为妃，获得陈氏一族的支持。陈李、陈嗣庆父子率兵至昇龍，平定了叛乱。李忱被废黜，苏忠词迎李高宗回京复位。郭卜和谭以蒙被指责为动乱的元凶，但他们的结局在史料中都失去了记载。